# Lissonota superbator
Lissonota superbator är en stekelart som beskrevs av Aubert 1967. Lissonota superbator ingår i släktet Lissonota och familjen brokparasitsteklar. Inga underarter finns listade i Catalogue of Life.